# Gustaf Reuterswärd

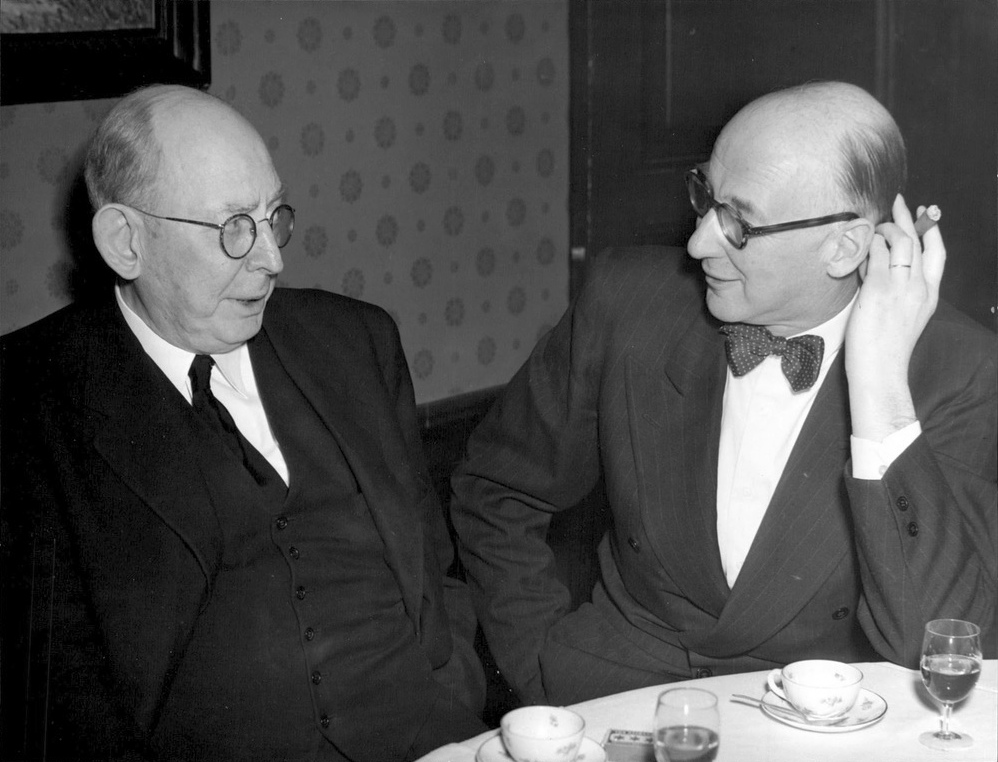
Gustaf Reuterswärd firar TT:s 30-årsjubileum år 1951 med sin efterträdare, överste Olof Sundell.

Gustaf Fredrik Achates Reuterswärd, född 31 augusti 1882 i Örebro församling, Örebro län, död 26 augusti 1953 i Ängelholms församling, Kristianstads län, var en svensk militär, radiochef och tidningsman.

## Biografi
Reuterswärd avlade studentexamen i Linköping 1901 och officersexamen 1903, blev samma år underlöjtnant vid Göta artilleriregemente, genomgick Artilleri- och ingenjörhögskolans allmänna kurs och Krigshögskolan samt blev 1912 löjtnant, 1915 kapten och 1932 major vid Generalstaben. 
Reuterswärd var 1916-19 lärare vid Artilleri- och ingenjörhögskolan och därjämte 1915-19 militär medarbetare i Stockholms Dagblad, där hans framställningar av krigsläget under första världskrigets tre sista år vann mycket erkännande. Han var 1919-21 Stockholms Dagblads huvudredaktör, tjänstgjorde därefter 1921 som kapten vid Göta artilleriregemente samt var 1922-46 verkställande direktör i AB Tidningarnas Telegrambyrå. 
Reuterswärd var därjämte 1924-35 verkställande direktör i AB Radiotjänst. I sistnämnda företag var han vice styrelseordförande 1938-47. På grund av sin dubbelroll (han kallades stundom 'Dubbelexcellensen') blev han kritiserad för att motverka AB Radiotjänsts nyhetsförmedling till förmån för pressen. Han blev ledamot av Kulturrådet 1935, av Statens Informationsstyrelse 1940 och av Pressnämnden 1941.
Han var gift med Elin Lamm och far till Maud Reuterswärd.